# Rachel Bay Jones
Rachel Bay Jones (New York, 8 novembre 1969) è un'attrice e cantante statunitense.

## Biografia
Figlia di attori shakespeariani, lascia gli studi senza conseguire il diploma, per trasferirsi a New York a 19 anni.
È nota soprattutto come interprete di musical, tra cui: Meet Me in St. Louis (Broadway, 1989), Grand Hotel (tour, 1990), The King and I (Casa Mañana, 2006), Hair (Broadway, 2009), Donne sull'orlo di una crisi di nervi (Broadway, 2010), Hello Again (Off Broadway, 2011), Pippin (Broadway, 2013) e Dear Evan Hansen (Broadway, 2016), per cui ha vinto il Tony Award alla miglior attrice non protagonista in un musical.
È entrata a far parte della quinta stagione della popolare serie televisiva The Good Doctor nel ruolo di Salen Morrison a capo del San Jose St. Bonaventure Hospital.

## Filmografia

### Cinema
- Ben is Back, regia di Peter Hedges (2018)

### Televisione
- The Family - serie TV, 1 episodio (2016)
- God Friended Me - serie TV, 6 episodi (2018)
- Law & Order - Unità vittime speciali - serie TV, 1 episodio (2018)
- Modern Family - serie TV, 3 episodi (2019)
- Grey's Anatomy - serie TV, 1 episodio (2019)
- Panic - serie TV, 10 episodi (2021)
- The Good Doctor - serie TV, 10 episodi (2021-2022)
- Young Sheldon – serie TV (2022-2024)
- Georgie & Mandy's First Marriage - serie TV (2024)

## Teatro (parziale)
- Meet Me in St. Louis di Hugh Wheeler, Hugh Martin e Ralph Bane. Gershwin Theatre di Broadway (1989)
- Grand Hotel di Luther Davis, Robert Wright, George Forrest e Maury Yeston. Tournée statunitense (1990)
- The Boys from Syracuse di George Abbott, Lorenz Hart e Richard Rodgers. New York City Center di New York (1997)
- The King and I di Richard Rodgers e Oscar Hammerstein II. Casa Mañana Theatre di Casa Mañana (2006)
- Hair di Gerome Ragni, James Rado e Galt MacDermot. Al Hirschfeld Theatre di Broadway (2009)
- Women on the Verge of a Nervous Breakdown di David Yazbek e Jeffrey Lane. Belasco Theatre di Broadway (2010)
- Hello Again di Michael John LaChiusa. 52 Mercer Street dell'Off-Broadway (2011)
- The King and I di Richard Rodgers e Oscar Hammerstein II. Kansas City Starlight Theatre di Kansas City (2011)
- Pippin di Bob Fosse, Stephen Schwartz e Roger O. Hirson. Music Box Theatre di Broadway (2013)
- Dear Evan Hansen di Benj Pasek, Justin Paul e Steven Levenson. Arena Stage di Washington (2015), Second Stage dell'Off-Broadway e Music Box Theatre di Broadway (2016)
- Next to Normal di Tom Kitt e Brian Yorkey. Kennedy Center di Washington (2020)
- Here We Are di Stephen Sondheim e David Ives. The Shed dell'Off-Broadway (2023)

## Riconoscimenti
- Tony Award
  - 2017 – Miglior attrice non protagonista in un musical per Dear Evan Hansen
- Daytime Emmy Award
  - 2018 – Miglior performance musicale in un programma quotidiano per The Today Show
- Drama Desk Award
  - 2016 – Candidatura per la miglior attrice non protagonista in un musical per Dear Evan Hansen
- Drama League Award
  - 2017 – Candidatura per la miglior performance per Dear Evan Hansen
- Grammy Award
  - 2018 – Miglior album di un musical teatrale per Dear Evan Hansen
- Lucille Lortel Award
  - 2017 – Candidatura per la miglior attrice non protagonista in un musical per Dear Evan Hansen

## Doppiatrici italiane
- Antonella Rinaldi in Modern Family, Young Sheldon
- Monica Bertolotti in God Friended Me
- Cinzia De Carolis in Ben is Back
- Ilaria Stagni in Grey's Anatomy
- Perla Liberatori in Panic
- Michela Alborghetti in The Good Doctor